# Jonáš a Melicharová
Jonáš a Melicharová je československý hraný film z roku 1986, který režíroval Vladimír Sís.

## Děj
Pan Jonáš je bývalý kabaretiér, který vzpomíná na svou dávnou a zašlou divadelní slávu. Ve své bytné, paní Melicharové má oddanou a nekritickou obdivovatelku.

## Obsazení
| Jiří Suchý      | pan Jonáš   |
| Jitka Molavcová | Melicharová |
| Simona Chytrová |             |